# Arnold Hano
Arnold Hano (* 2. März 1922 in Washington Heights, New York City; † 24. Oktober 2021 in Laguna Beach, Kalifornien) war ein US-amerikanischer Autor und Sportjournalist. Er schrieb unter anderem über Willie Mays, Sandy Koufax, Muhammad Ali und Roberto Clemente. Seine bekanntesten Werke sind das Buch A Day in the Bleachers sowie die Dokumentation Hano! A Century in the Bleachers, verfilmt von Regisseur Jon Leonoudakis.

## Leben und Werk
Hano absolvierte bis 1937 die DeWitt Clinton High School und studierte anschließend an der Long Island University Brooklyn Campus. 1941 schloss er sein Studium ab. Von 1942 bis 1946 war Hano Korporal bei der 7th Infantry Division der United States Army. Ab 1954 lebte er mit seiner Ehefrau Bonnie Hano (* 1926) in Laguna Beach in Kalifornien.
Er war der Autor von 27 Büchern und veröffentlichte mehr als 500 Artikel, vorwiegend in Sportzeitschriften, aber neben Biografien auch Romane und Western. 1963 erhielt er die Auszeichnung Magazine Sportswriter of the Year und The Sidney Hillman prize for journalism. Arnold Hano veröffentlichte auch unter den Pseudonymen Matthew Gant, Ad Gordon und Mike Heller.

## Schriften (Auswahl)
- Roberto Clemente: Batting King, 1974 Arnold Hano
- kareem! basketball great [putnam sports shelf], 1975, Arnold Hano
- Muhammad Ali, the Champion, 1977 Arnold Hano
- A Day In The Bleachers, 2004, Arnold Hano